# Letnie Mistrzostwa Estonii w Skokach Narciarskich 2019
Mistrzostwa Estonii w Skokach Narciarskich 2019 – zawody mające na celu wyłonić mistrza Estonii, które rozegrane zostaną w dniach 19 października w Otepää na skoczni normalnej Tehvandi.
Konkurs indywidualny w kategorii kobiet wygrała Annemarii Bendi. Drugie miejsce ze stratą do zwyciężczyni wynoszącą dwadzieścia jeden punktów zajęła Triinu Hausenberg. Trzecie miejsce na podium a zarazem ostatnie w konkursie zajęła Carena Roomets, która do miejsca wyżej straciła niespełna sto dwadzieścia punktów.
Złoto w konkursie mężczyzn wywalczył Martti Nõmme z przewagą ponad trzynastu punktów nad drugim miejscem, które zajął Artti Aigro. Skład podium uzupełnił stanąwszy na najniższym jego stopniu Robert Lee. Taavi Pappel, który pojawił się na liście startowej nie wystąpił w konkursie. Sklasyfikowano dwunastu zawodników.
W kategorii juniorskiej wystartował tylko Sten-Jörgen Leis, którego nota w konkursie seniorów pozwoliłaby mu zająć dopiero dwunastą lokatę.
Konkurs drużynowy mężczyzn wygrała drużyna z Otepää, w której najlepszy wynik odnotował Artti Aigro. Srebro wywalczyła ekipa z Nõmme. W konkursie drużynowym kobiet złoto zdobyła drużyna reprezentująca Võru, która jako jedyna wystartowała w swojej kategorii. Ponadto wystartowała drużyna mieszana, która nie została wliczona do żadnej z klasyfikacji.

## Wyniki

### Mężczyźni – 19 października 2019 – HS97
| Msc. | Zawodnik            | Klub                  | I seria | II seria | Punkty |
| ---- | ------------------- | --------------------- | ------- | -------- | ------ |
| 1.   | Martti Nõmme        | Võru SK / Andsumäe SK | 98,0 m  | 100,5 m  | 261,0  |
| 2.   | Artti Aigro         | Põhjakotkas Otepää    | 96,0 m  | 94,0 m   | 247,5  |
| 3.   | Robert Lee          | Nõmme SK              | 97,5 m  | 93,5 m   | 246,5  |
| 4.   | Kevin Maltsev       | Elva SK               | 91,0 m  | 88,0 m   | 218,5  |
| 5.   | Andreas Ilves       | Elva SK               | 82,5 m  | 77,5 m   | 171,0  |
| 6.   | Markkus Alter       | Põhjakotkas Otepää    | 78,5 m  | 75,5 m   | 155,5  |
| 7.   | Kaimar Vagul        | Vaguli SK             | 76,0 m  | 72,0 m   | 150,5  |
| 8.   | Markus Kägu         | Nõmme SK              | 75,5 m  | 73,0 m   | 146,5  |
| 9.   | Andero Kapp         | Põhjakotkas Otepää    | 74,0 m  | 65,0 m   | 129,0  |
| 10.  | Hanno Henri Reidolf | Põhjakotkas Otepää    | 71,0 m  | 64,5 m   | 120,5  |
| 11.  | Karel Rammo         | Nõmme SK              | 67,5 m  | 69,5 m   | 116,5  |
| –    | Sten-Jörgen Leis    | Võru SK / Andsumäe SK | 55,0 m  | 61,0 m   | 84,0   |
| 12.  | Robert Toompuu      | Nõmme SK              | 55,5 m  | 52,0 m   | 48,0   |
| –    | Taavi Pappel        | Nõmme SK              | DNS     | DNS      | DNS    |

### Kobiety – 19 października 2019 – HS97
| Msc. | Zawodniczka       | Klub                  | I seria | II seria | Punkty |
| ---- | ----------------- | --------------------- | ------- | -------- | ------ |
| 1.   | Annemarii Bendi   | Võru SK / Andsumäe SK | 90,0 m  | 86,5 m   | 209,5  |
| 2.   | Triinu Hausenberg | Võru SK / Andsumäe SK | 82,5 m  | 85,0 m   | 188,5  |
| 3.   | Carena Roomets    | Võru SK / Andsumäe SK | 55,0 m  | 61,0 m   | 69,5   |

### Konkurs drużynowy mężczyzn – 19 października 2019 – HS97
| Miejsce | Drużyna            | Zawodnik         | Skok 1 | Skok 2 | Nota  | Punkty |
| ------- | ------------------ | ---------------- | ------ | ------ | ----- | ------ |
| 1.      | Põhjakotkas Otepää | Andero Kapp      | 85,0 m | 93,5 m | 217,5 | 633,5  |
| 1.      | Põhjakotkas Otepää | Markkus Alter    | 79,5 m | 88,0 m | 186,5 | 633,5  |
| 1.      | Põhjakotkas Otepää | Artti Aigro      | 90,5 m | 93,0 m | 229,5 | 633,5  |
| 2.      | Nõmme SK           | Karel Rammo      | 78,0 m | 83,5 m | 175,0 | 557,5  |
| 2.      | Nõmme SK           | Markus Kägu      | 75,0 m | 84,5 m | 169,0 | 557,5  |
| 2.      | Nõmme SK           | Robert Lee       | 91,5 m | 85,0 m | 213,5 | 557,5  |
| –       | Mieszana           | Kaimar Vagul     | 89,5 m | 93,0 m | 232,0 | 515,0  |
| –       | Mieszana           | Sten-Jörgen Leis | 49,0 m | 52,0 m | 37,0  | 515,0  |
| –       | Mieszana           | Martti Nõmme     | 99,5 m | 93,0 m | 246,0 | 515,0  |

### Konkurs drużynowy kobiet – 19 października 2019 – HS97
| Miejsce | Drużyna               | Zawodniczka       | Skok 1 | Skok 2 | Nota  | Punkty |
| ------- | --------------------- | ----------------- | ------ | ------ | ----- | ------ |
| 1.      | Võru SK / Andsumäe SK | Carena Roomets    | 58,0 m | 60,5 m | 75,0  | 466,5  |
| 1.      | Võru SK / Andsumäe SK | Triinu Hausenberg | 83,0 m | 83,0 m | 183,0 | 466,5  |
| 1.      | Võru SK / Andsumäe SK | Annemarii Bendi   | 85,5 m | 89,5 m | 208,5 | 466,5  |